# Absurdizem
Absurdizem ali filozofija absurda je filozofska smer, ki predpostavlja, da je človeku njegovo okolje nerazumljivo in njegovo življenje posledično nesmiselno. Vsi smisli življenja, ki jih imamo za pristne, so v resnici samo beg pred nesmislom. Po absurdizmu se na primer znanost, enako kot vse drugo, prelije v vero, saj na neki točki znanosti nihče zares ne razume, temveč samo veruje v trenutno priznano teorijo. Osrednje vprašanje absurdizma je, kako in zakaj naj človek živi v svetu, ki mu je nedoumljiv in ki mu ne more podati odgovorov na eksistenčna vprašanja. Absurd ni lastnost človeka in ne lastnost sveta, temveč je odnos med njima. Absurdizem je z delom Mit o Sizifu (1942) utemeljil Albert Camus. Povezan je tudi s teatrom absurda.

## Osrednje misli filozofije absurda
Filozofija absurda, ki jo je Camus začel v Mitu o Sizifu (1942) in nadaljeval v Upornem človeku (1952), je sicer zelo sorodna eksistencializmu, saj oba priznavata nesmiselnost življenja, vendar rešitev pojmujeta drugače. Camus jasno opredeli stališče absurdizma kot antifilozofije, tj. filozofije, ki zanika možnost racionalne razlage sveta. Od človeka absurdizem zahteva, da se s svojo nezmožnostjo razumevanja sveta in osmišljanja življenja sprijazni, jo ponotranji in tako postane absurdni človek. Ideal absurdnega človeka Camus vidi v antičnem liku Sizifa, ki si ga moramo zamišljati srečnega kljub njegovemu neskončnemu, nesmiselnemu in zelo napornemu delu, da si lahko sebe zamišljamo ko srečne, saj se v jedru ne razlikujemo. Camus Sizifa enači s sodobnim proletariatom, saj oba nosita vsak dan svojo skalo z le malo počitka in brez smisla.

### Samomor
Prvo vprašanje absurdizma, ki z zloglasnim stavkom "Obstaja samo en zares resen filozofski problem: samomor" (23) otvori Mit o Sizifu, je, ali naj se človek ubije ali ne. Camus zapiše, da človek, ki pomisli na samomor, pride vsaj do ključnega spoznanja, da smisla ni. Nasledka tega sta dva: samomor ali pa prehod v absurdno življenje. Camus absurdizem demonstrira na praktičnih primerih absurdnih ljudi, po katerih se je treba zgledovati.

### Absurdni človek
Ena izmed osrednjih misli absurdizma je koncept absurdnega človeka. Absurdni človek je 
- ponotranjil absurdni odnos med njegovim iskanjem smisla in svetom, ki mu smisla ne bo dal;
- opustil vse oblike upanja, da bi smisel lahko našel v kakršnikoli obliki znanosti ali vere (naj bo to filozofija ali krščanstvo);
- sposoben zavedati se svojih mej: svoje z naravnimi zakoni omejene svobode, smrtnosti, obsojenosti na neuspeh pri upiranja absurdu;
- dovolj pogumen, da se vseh dejstev absurda brezpogojno zaveda in še vedno živi.[1] (72-74)

V svojem jedru je absurdni človek nihilistična ideja, saj kliče po predrugačenju etičnih in življenjskih vrednot. Z doseganjem ideala absurdnega človeka se človek osvobodi bremena nesmiselnosti svojega življenja in postane gospodar svoje usode, saj ve, da je ta samo njegova in da nima nobenega višjega imperativa, ki bi mu narekoval, kaj naj počne. (122)  Posledično mora Camus, da se izogne pomiku k anarhizmu, zagovarjati meje človeške svobode, ki izhajajo iz nekega notranjega imperativa. To napravi deloma v Mitu o Sizifu z arhetipi absurdnih ljudi in odgovorom na vprašanje "Zakaj naj se ne ubijem"; deloma pa v Upornem človeku, kjer skozi koncept "notranje meje" - ki je njegova "meja upora" in je pogojena z medčloveškimi odnosi -, raziskuje vprašanje "Zakaj naj ne ubijam drugih".

#### Arhetipi absurdnega človeka
Camus v Mitu o Sizifu navede štiri arhetipe oziroma primere absurdnih ljudi, ki kljub zavedanju vseh spoznanj absurdizma živijo polna življenja. 

##### Don Juan
Don Juan je osvajalec ženskih src. Ljubi vse ženske sveta in vsaki pove, kar hoče slišati, da jo osvoji. Ker se zaveda absurda, je osvobojen etičnih zadržkov in lahko sam sebi postavlja pravila. To seveda ne pomeni, da ni etičen, le da se zaveda posledic svojih dejanj, ki jih je pripravljen sprejeti. Njegova posledica je, da bo umrl osamljen, saj se bo vsem ljubimkam zameril. To zanj ni kazen, ker svojo starost jemlje kot posledico svojih dejanj. Na primer neabsurdni žigolo bi svojo osamljenost na stara leta jemal kot božjo kazen, absurdni Don Juan, pa ne, saj ve, da si usodo kroji sam in koncept kazni višje sile zanj ne obstaja. (77) Camus o absurdistični morali, ki je osrednje vprašanje Don Juana, zapiše:
Absurdnost ne sprošča, temveč veže. Ne dovoljuje vseh dejanj. Vse je dovoljeno, to ne pomeni, da ni nič prepovedano. Absurdnost daje samó enakovrednost posledicam teh dejanj. Ne priporoča hudodelstva, to bi bilo otročje, vrača pa kesanju njegovo nekoristnost [...] Duh, ki ga je prežela absurdnost, sodi samo, da je treba te nasledke [posledice] gledati z vedrim mirom. Pripravljen je plačati. Drugače povedano, zanj obstajajo odgovorni, ne pa krivi. (74)

##### Gledališki igralec
Igralca nič ne zanima tako zelo kot on sam, sploh to, kar bi lahko bil. Na odru absurdni igralec izživi vsa svoja možna življenja. Ne živi zares svojega življenja, temveč živi skozi svoje like. Tako ponazarja arbitrarnost meje med tem, kar človek hoče biti, in tistim, kar je. Kot Sizif potiska skalo, igralec v treh urah živi in umre. Za seboj ne more pustiti ničesar, kar bi spominjalo na njegove vloge in genialnost in to je njegova usoda, ki jo je kot absurdni človek sprejel. Igralec "vlada v minljivem. Vemo, da je med vsemi slavami njegova najbolj enodnevna". Igralec se absurdu zoperstavlja z igro – s kvantiteto življenj v nasprotju s kvaliteto, kot pri Don Juanu. Zaveda se, da bo smrt ves njegov trud izničila in to zavedanje ga osvobaja. (82-84)

##### Osvajalec
Osvajalec se je odločil absurdu kljubovati skozi svoja dejanja in se z njimi zapisati v človeško zgodovino. Osvajalec sam o sebi pravi: »Če sem si izbral delovanje, ne mislite, da mi je kontemplacija neznana dežela. Vendar mi ne more dati vsega, in ker sem oropan večnosti, se hočem zvezati s časom.« (89) Osvajalci vedo, da je delovanje samo po sebi nekoristno. Koristno je samo delovanje, ki bi prenovilo človeka in zemljo. Zavedajo se, da ljudi ne morajo prenoviti, vendar se morajo delati "kakor da" to počno. Zaveda se popolne veličine človeškega duha in išče trenutne krepkosti, ki mu dajo občutek božanskosti. Kljub temu se absurdni osvajalec zaveda jalovosti in nesmiselnosti svojega početja, to je absurdnemu duhu inherentno. Osvajalci zmorejo od vseh ljudi največ, vendar ne zmorejo nič več, kot zmore človek. (88-91)

##### Umetnik
Umetnik ustvarja z namenom ponavljanja tem sveta.
enolično in strastno ponavljanje tem, ki jih je že orkestriral svet […]. Zmotno bi bilo, če bi videli v tem simbol in verjeli, da moremo umetnino naposled šteti za pribežališče pred absurdom. Umetnina je sama absurden pojav in gre samo za njen opis. Ne ponuja izhoda bolezni duha. Nasprotno, umetnina je eno izmed znamenj te bolezni in ji daje odmevati v vsej človekovi misli. Prvikrat pa omogoča duhu, da lahko stopi iz sebe in ga postavlja pred drugega človeka, ne da bi se izgubil v njem, temveč da mu z natančnim prstom pokaže pot brez izhoda, po kateri hodijo vsi. (98)
Podobno kot Don Joan ljubi ženske, umetnik slika slike. Vse umetnine so brez pomena in smisla, vendar se absurdna umetnina in z njo umetnik od ostalih razločujeta z zavedanjem. Prava absurdna umetnina mora prikazovati zavedanje razkola med človeškim hrepenenjem po smislu in njegovo večno nezmožnostjo doseganja tega. (103-104)
Lahko ustvarjam absurdno, lahko dam ustvarjalnemu delovanju prednost pred drugimi. A da absurdno delovanje ostane absurdno, se mora ves čas zavedati svoje nesmotrnosti. To velja tudi za umetnino. Če se v njej ne spoštujejo več zapovedi absurdnega, če ne ponazarja razkola in upora, če se klanja slepilom in zbuja upanje, potem ni več nesmotrna. [...] Umetnina potem ni več tisti izraz odmaknjenosti in trpljenja, ki je povzetek sijaja in nekoristnosti človekovega življenja.
Pri absurdni umetnosti se še najbolj vidi paradoks, v katerega se zapleta absurdizem. 

### Problem filozofije absurda
Težava absurdne misli je, da temelji na pradoksu. V Mitu o Sizifu in Upornem človeku Camus trdi, da je smisel življenja nemogoč koncept, zanika vse možne načine pridobitve tega in vendar v obeh delih trdi, da je potrebno živeti in da je samomor tudi oblika bega pred absurdom. Trdi, da je absurdna umetnost tista, ki sprejme obstoj brez smisla, vendar to zavedanje kontrira že s svojim obstajanjem. Prav tako človek, ki obstaja kljub zavedanju nesmiselnosti obstoja. Camus problem zaobide s svojo antifilozofsko pozicijo v Mitu o Sizifu, vendar to njegov argument postavlja pod vprašaj.

## Razmerje med eksistencializmom, nihilizmom in absurdizmom
Absurdizem ima svoje začetke v nihilizmu in eksistencializmu 20. stoletja. Filozofske smeri si delijo izhodišče, da je človek na neki točki svojega življenja soočen s pomanjkanjem inherentnega smisla, ki si ga zaradi svoje narave vedno želi najti, vendar se v nadaljevanju bistveno razlikujejo. Eksistencialisti zagovarjajo, da je človekov cilj, da si sam ustvari smisel, nihilisti pravijo, da je iskanje kakršnegakoli smisla obsojeno na propad in je tako početje potemtakem nesmiselno, absurdisti pa sledijo Camusovi filozofiji, ki pravi, da je človekov smisel, da se s paradoksom svojega iskanja smisla in zavedanjem, da ga ne more najti, spopade, ga ponotranji in z njim živi. Camusova kritika sorodnih smeri temelji na tem, da se obe pred absurdom skrijeta – eksistencialisti zbežijo v vero, v umetni smisel, v katerega verujejo; nihilisti vržejo roke v zrak in se predajo; pri absurdizmu pa naj bi preprosto sprejeli absurd in z njim živeli.
|                                                              | Krščanski eksistencializem                | Ateisitčni eksistencializem                                                      | Absurdizem | Nihilizem |
| ------------------------------------------------------------ | ----------------------------------------- | -------------------------------------------------------------------------------- | --- | --------- |
| Sta pojma smisel življenja in vrednota lahko resnična stvar: | Da                                        | Da                                                                               | da, vendar samo, če si ne zatiskamo oči pred tem, da sta to naša konstrukta, ki za svet in vesolje nimata nobene teže in bosta prej ali slej dokončno propadla | Ne        |
| Nekje v vesolju lahko najdemo inherenten smisel:             | Da, ampak moramo ponotranjiti obstoj boga | Ne                                                                               | Ne | Ne        |
| Iskanje smisla je smisel sam na sebi:                        | Da                                        | Da                                                                               | iskanje smisla je smisel in razlog upora proti absurdu, vendar zavedati se moramo jalovosti takšnega početja, saj nas vse čaka smrt, ki izniči naše trude      | Ne        |
| Človek si lahko ustvari smisel življenja:                    | Da, skozi boga                            | Da, ustvarjanje smisla v svetu brez inherentnih smislov je cilj eksistencializma | Da, smisel življenja si lahko ustvarimo, če živimo po načelih absurda in se zavedamo jalovosti našega početja                                                  | Ne        |